# 文挾站
文挾站（日语：／ Fubasami eki */?）是東日本旅客鐵道（JR東日本）日光線的鐵路車站，位於日本栃木縣日光市小倉。

## 車站構造
對向式月台2面2線的地面車站。西側為1號線、東側為2號線。
現在為無人站。簡易Suica改札機設置站。

### 月台配置
| 月台 | 路線    | 方向 | 目的地           | 備註              |
| ---- | ------- | ---- | ---------------- | ----------------- |
| 1    | ■日光線 | 下行 | 今市、日光方向   | 部分於2號月台開出 |
| 2    | ■日光線 | 上行 | 鹿沼、宇都宮方向 |                   |

（來源：JR東日本:車站構內圖 （页面存档备份，存于））

## 使用情況
根據「栃木縣統計年鑑」，2008年度（平成20年度）－2011年度（平成23年度）各年上車人次推移如下表。
| 上車人次推移       | 上車人次推移                | 上車人次推移 |
| 年度               | 各年上車人次 （單位：千人） | 來源         |
| ------------------ | --------------------------- | ------------ |
| 2008年（平成20年） | 104                         | [ 1 ]        |
| 2009年（平成21年） | 96                          | [ 2 ]        |
| 2010年（平成22年） | 88                          | [ 3 ]        |
| 2011年（平成23年） | 86                          | [ 4 ]        |

## 車站周邊
- 國道121號（日光例幣使街道）
- 日光杉並木
- 文挾郵便局
- 日光市立落合東小學校
- 日光市役所落合支所

## 歷史
- 1890年（明治23年）6月1日 - 開業。
- 1971年（昭和46年）10月1日 - 無人化。
- 1987年（昭和62年）4月1日 - 國鐵分割民營化成為東日本旅客鐵道車站。
- 2008年（平成20年）3月15日 - Suica開始使用。東口站舎完成。

## 相鄰車站
東日本旅客鐵道
■日光線
鹿沼－文挾－下野大澤

## 外部連結
- 車站資訊（文挾）：東日本旅客鐵道